# Island Press
Island Press ist eine US-amerikanische Nichtregierungsorganisation (NGO) mit dem Ziel, Bücher zum Thema Umwelt- und Naturschutz sowie Ressourcenmanagement zu verlegen. Das Verlagsprogramm verfolgt einen multidisziplinären Ansatz mit Beiträgen aus Natur- und Sozialwissenschaften und hat den Anspruch Themen aus dem ökologischen Spektrum kritisch zu beleuchten. Der Verlag bietet nach eigenen Angaben praxis- und lösungsorientierte Informationen für Entscheidungsträger, Experten und interessierte Bürger.
Island Press wurde 1978 in Nord-Kalifornien gegründet. Seit 1984 reorganisierte sich die Organisation und fokussiert sich seitdem auf Bücher zu ökologischen Diskussionen mit dem Schwerpunkt biologische Diversität, Landschaftsplanung, Umweltprobleme im Kontext der wirtschaftlichen Globalisierung sowie weitere Themen. Im Zuge der Reorganisation zog die Organisation nach Washington, D.C. Der Versand befindet sich heute an der University of Chicago.
Gestartet mit einer Handvoll Titel über Island und drei Mitarbeitern wuchs die Organisation zu einer 30-Personen-NGO mit einem 16-köpfigen Vorstand (Bord of Directors). Das Board ist besetzt mit Mitgliedern aus unterschiedlichen Wissenschafts- und Praxisbereichen. Seit 1983 verkaufte Island Press über 3 Millionen Bücher und wurde zu einem der führenden Verlage für Umweltfragen. Die NGO wird u. a. von einer Reihe von Personenstiftungen und Organisationen unterstützt: The Geraldine R. Dodge Foundation; Kendeda Sustainability Fund of the Tides Foundation; The Marisla Foundation u. a.

## Science and Environment Resource Center (SERC)
Mit dem Science and Environment Resource Center (SERC) bringt Island Press Experten aus Forschung und Politik für die Öffentlichkeitsarbeit zusammen. SERC ist eine Online-Datenbank mit Informationen von seriösen Experten, die für Journalisten, Politiker und andere Interessierte Rede und Antwort zu den drängendsten Umweltprobleme stehen. Sie geben bei Anfrage Interviews, halten Vorträge und stehen für Naturschutz und Umweltschutz-Events zur Verfügung.